# Memphis Depay
Memphis Depay (Moordrecht, Països Baixos, 13 de febrer de 1994) és un futbolista neerlandès d'ascendència ghanesa i neerlandesa, que juga com a extrem esquerre pel Sport Club Corinthians Paulista. A més, és internacional absolut amb la selecció neerlandesa.
Va començar la seva carrera professional amb el PSV Eindhoven, sota la direcció de Phillip Cocu, sent una part molt important de l'equip, en què va marcar 50 gols en 124 partits en totes les competicions. Durant la temporada 2014-15 va ser el màxim golejador de l'Eredivisie amb 22 gols en 30 partits, i va ajudar l'equip a guanyar el títol de lliga per primera vegada des de 2008. També va guanyar personalment el Johan Cruijff-Schaal per les seves actuacions durant la temporada com a "talent de l'any". Va fitxar pel Manchester United FC al maig de 2015 per una xifra de 34 milions d'euros. Durant la temporada 2015-16 va obtenir la tercera millor venda de samarretes al món darrere de Lionel Messi i Cristiano Ronaldo.
No va acabar de triomfar al Manchester United, i el 20 de gener de 2017 va ser presentat com a nou jugador de l'Olympique de Lió de la Ligue 1 de França, que en va pagar 20 milions d'euros, pràcticament la meitat del que havia costat al Manchester. Allí va recuperar el seu millor nivell i va ser una peça fonamental del club portant-los a competir en altes instàncies de la Lliga de Campions de la UEFA i disputar el títol de la lliga francesa. Ha representat l'equip nacional dels Països Baixos en tots els nivells des de les primeres etapes de desenvolupament sota la tutela de grans entrenadors. Va formar part de l'equip neerlandès que va guanyar el campionat europeu sub-17 de 2011. Va fer el seu debut amb l'absoluta en 2013, i a l'any següent va formar part de la selecció neerlandesa que va quedar tercera en la Copa Mundial de la FIFA 2014.

## Trajectòria

### Inicis
Va començar a jugar al futbol en un equip de la seva ciutat, anomenat VV Moordrecht. Amb 9 anys, va abandonar l'equip de la seva ciutat per fitxar per l'Sparta Rotterdam i 3 anys més tard, fitxaria pel PSV Eindhoven. Després de superar una adversitat important quan era jove a Moordrecht, el seu antic entrenador juvenil del PSV Eindhoven, Mart van Durin, va veure immediatament una qualitat innata en ell. «Em sembla comprensible que la gent trobi similituds entre Cristiano Ronaldo i Memphis, crec que s'acostarà al seu nivell».

### PSV Eindhoven
El 2010 estava a prova en el primer equip del club mentre jugava pel Jong PSV, l'equip de reserves del PSV Eindhoven. Va jugar en la final de la Copa dels Països Baixos, el 8 d'abril de 2012 sota la direcció de l'entrenador interí Phillip Cocu, i va ser oficialment incorporat el primer equip l'endemà. Va jugar 8 partits i va marcar 3 gols en la seva temporada debut. La següent temporada, amb Dick Advocaat com l'entrenador del PSV, Memphis es va tornar un jugador més important per a l'equip, jugant en 29 partits de lliga. No obstant això, l'únic trofeu que PSV va poder aconseguir aquella temporada va ser el Johan Cruijff-schaal.Per a la temporada 2013-14, Phillip Cocu va ser nomenat entrenador principal. Memphis va tornar a assegurar el seu lloc com a titular en un equip majorment conformat per jugadors joves.

### Manchester United

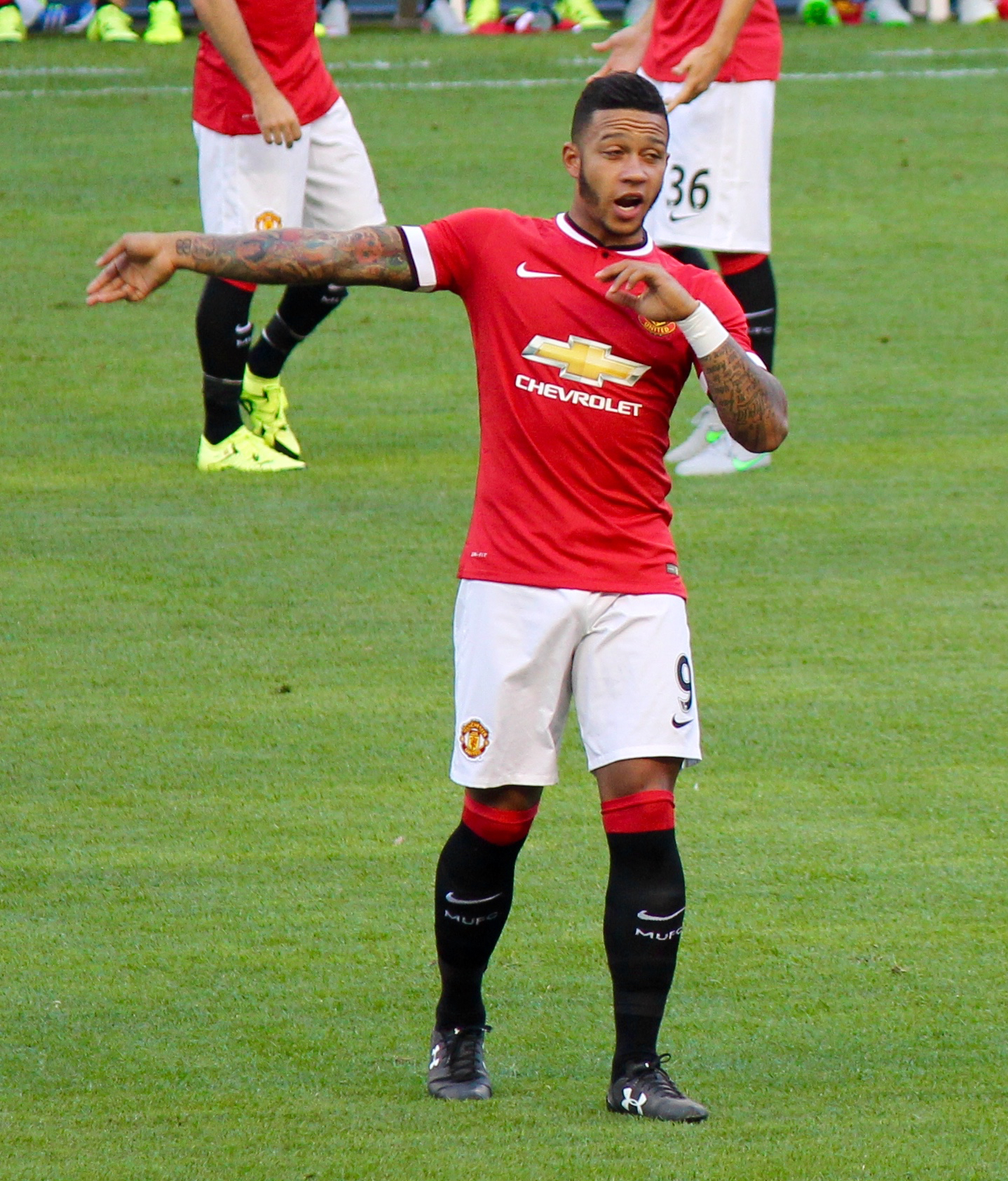
Depay jugant amb el United el 2015

Depay havia estat objecte de diverses ofertes per part de l'Arsenal anglès, però el seu entrenador, Arsène Wenger, va acabar rebutjant el seu fitxatge. El 7 de maig de 2015, el PSV va confirmar que havia arribat a un acord amb el Manchester United per al traspàs de Depay, subjecte a un examen mèdic. L'entrenador del United, Louis van Gaal, va dir que es va veure "obligat" a fitxar-lo abans d'hora, a causa de l'interès del París Saint-Germain. Malgrat la insistència de l'entrenador del Liverpool, Brendan Rodgers, en què mai havia estat darrere de Depay, el director del PSV, Marcel Brands, havia declarat que havia mantingut converses amb el Liverpool FC sobre un possible fitxatge. El 12 de juny de 2015, el United va confirmar el fitxatge de Depay, per una quantitat que, segons es va dir, ascendia a 25 milions de lliures esterlines, uns 34 milions d'euros, amb un contracte de quatre anys amb l'opció d'ampliar-lo un any més. Va ser presentat com a jugador del Manchester United en una roda de premsa el 10 de juliol de 2015. D'aquesta manera, es va convertir en el quart jugador que arribava al United procedent del PSV, després de Jaap Stam, Park Ji-sung i Ruud van Nistelrooy.
Depay va debutar amb el United en un amistós de pretemporada contra l'Amèrica a Seattle el 17 de juliol, disputant la primera part, ja que el United va alinear un onze diferent per cada 45 minuts. Quatre dies més tard, va marcar el seu primer gol amb el club durant una victòria per 3-1 contra el San Jose Earthquakes. A petició pròpia, Depay va rebre l'emblemàtica samarreta número 7 -que ja havien portat llegendes del club com George Best, Bryan Robson, Eric Cantona, David Beckham i Cristiano Ronaldo- després de la marxa d'Ángel di María.

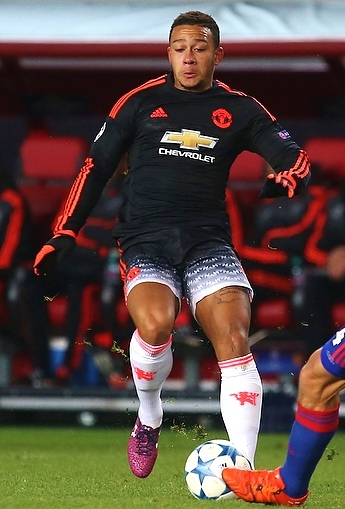
Depay durant un partit de la Lliga de Campions contra el CSKA de Moscou el 2015

Depay va debutar a la Premier League el 8 d'agost, en l'estrena de la temporada amb una victòria per 1-0 sobre el Tottenham Hotspur FC a Old Trafford. Va ser substituït als 68 minuts per Ander Herrera, i Van Gaal va dir després del partit que Depay estava jugant de forma massa ansiosa. El 18 d'agost, Depay va marcar els seus dos primers gols amb el Manchester United, i va assistir a l'últim gol de Marouane Fellaini, en una victòria per 3-1 a casa contra el Club Bruixes en l'anada de l'eliminatòria de la Lliga de Campions. En el partit de tornada, Depay va donar l'assistència per al primer dels tres gols de Wayne Rooney. Va tornar a marcar el 15 de setembre en el primer partit de la fase de grups de la competició, en una derrota per 2-1 a casa del seu antic equip, el PSV. Depay va ser etiquetat com l'"Home Perillós Europeu" del United després del seu primerenc èxit en la Lliga de Campions. Depay va marcar el seu primer gol en la Premier League el 26 de setembre, obrint una victòria a casa per 3-0 contra el Sunderland, una victòria que va posar al United al capdavant de la lliga per primera vegada en 110 setmanes.
Després dels seus primers esforços en la Premier League, Depay va declarar al periòdic neerlandès De Telegraaf: "A Manchester hi ha molts partits. Hi ha molt pocs dies de descans i en els dies d'entrenament et preocupes sobretot de recuperar-te. És pesat, dos partits a la setmana, sempre a un alt nivell, i el meu cos ha d'acostumar-se a això". Aquestes afirmacions van ser desmentides pel segon entrenador i exjugador del United, Ryan Giggs, que va culpar la cridanera forma de vida de Depay de la seva baixa forma. Quant al seu estat de forma, Van Gaal va advertir Depay que no emulés a Ángel di María, que va sofrir un revés similar després de fitxar pel United, i va marxar abans de l'arribada de Depay. Posteriorment, Depay es va quedar en la banqueta, juntament amb el seu company de club i de selecció Daley Blind, durant la victòria del United contra l'Everton (3-0) el 17 d'octubre de 2015, després del fracàs de la classificació d'Holanda per l'Eurocopa 2016. Malgrat això, Depay va ser inclòs en la llista de 59 candidats al FIFA Pilota d'Or, però no va entrar en la llista de candidats.
Després d'haver estat descartat en quatre partits consecutius, Depay va ser titular per primera vegada com a segon davanter a causa de la indisponibilitat d'Anthony Martial i Wayne Rooney, i va aprofitar l'oportunitat amb el seu segon gol en la lliga en una victòria a domicili per 2-1 sobre el Watford a Vicarage Road. Va marcar en el minut 11 en rematar de volea amb l'esquerra una centrada d'Ander Herrera. La seva actuació li va valer a Depay els elogis de Van Gaal, així com la seva primera distinció com a Jugador del Partit en la Premier League. En un partit de gener de 2016 contra el Chelsea FC, Depay va entrar com a suplent d'última hora. Tres minuts després de la seva entrada, Depay va regalar la pilota amb una passada errònia en territori del Chelsea, i després no va saber replegar-se correctament quan el Chelsea va marcar de contraatac en el temps de descompte per aconseguir l'empat.
Depay va seguir amb un gol en cadascun dels dos partits de la Lliga Europa del United contra el Midtjylland al febrer. Va marcar l'únic gol del United en una derrota per 1-2 en l'anada, i després va marcar l'últim gol en una victòria per 5-1 a casa, la qual cosa va permetre al United guanyar per 6-3 en el global. A més, en el partit d'anada, va marcar amb una rabona al defensa del Midtjylland André Rømer. Depay va ser elogiat per la seva actuació en el partit de casa, en el qual no només va marcar, sinó que també va donar l'assistència del primer gol, va provocar dos penals al seu equip i va enviar un centre que va donar lloc a un gol en pròpia porta. Rømer va declarar posteriorment: "Mai he estat tan prop de plorar després d'un partit com avui. Memphis és el millor jugador al que m'he enfrontat. És el millor. Pot fer qualsevol cosa". L'entrenador Louis van Gaal va qualificar el partit de "punt d'inflexió" per Depay.
Depay només va disputar quatre partits (tots ells com a suplent) i va tenir un temps de joc total de sol 20 minuts en la Premier League durant la temporada 2016-17. Només va ser titular en un partit de la temporada 2016-17 -la victòria a domicili en la tercera ronda de la Copa de la Lliga per 3-1 davant el Northampton Town, de la League One, el 21 de setembre de 2016- i va ser substituït després de jugar 55 minuts d'aquest partit. Després d'aquest partit contra el Northampton Town, només va tenir 46 minuts de joc totals en partits competitius amb el Manchester United durant la resta de la temporada 2016-17. L'últim partit de competició de Depay amb el Manchester United va ser el 24 de novembre de 2016, quan va jugar els últims vuit minuts de la victòria a casa per 4-0 en la Lliga Europa contra el Feyenoord.

### Olympique de Lió
El 20 de gener de 2017 va ser presentat com a nou jugador de l'Olympique de Lió de la Ligue 1 de França després de pagar 18 600 000 d'euros, podent arribar als 22 milions de lliures si l'equip aconseguia la classificació per a la Lliga de Campions de la UEFA i la signatura d'un nou contracte. Els termes de l'acord també incloïen clàusules de recompra i venda pel Manchester United. El 22 de gener de 2017 va debutar en entrar com a substitut de Mathieu Valbuena en el minut 79 en un partit del Campionat francès de futbol a casa contra l'Olympique de Marsella que el Lió va guanyar per 3-1. Sis dies més tard, va ser titular per primera vegada amb el Lió en un partit de la Ligue 1 a casa contra el Lille O. S. C., va estar a punt de marcar en estavellar un tret per sobre del travesser en el minut 9 i va ser substituït en el minut 68 per Maxwel Cornet; el Lió va perdre el partit per 2-1. El 12 de març de 2017, en un partit contra el Toulouse FC, va marcar un gol des de gairebé la línia de mig camp. Va dir després que va ser "el gol de la meva vida", encara que també es va distanciar de les comparacions amb el famós gol de Beckham des de la meitat de la pista contra el Wimbledon en 1996. En l'última jornada de la temporada 2017-18, va marcar un triplet contra l'OGC Niça en la victòria del Lió per 3-2 i es va classificar per a la Lliga de Campions de la següent temporada. El 5 de novembre de 2019 va marcar el seu quart gol en d'altres partits amb el Lió davant el SL Benfica en una victòria per 3-1 en la Lliga de Campions 2019-20. El 10 de desembre, va marcar el gol de l'empat contra el RB Leipzig (2-2) i va contribuir al fet que el Lió es classifiqués per als vuitens de final, amb el qual va marcar el seu cinquè gol en 5 partits consecutius en la competició.
El 15 de desembre es va trencar el lligament creuat anterior mentre jugava contra el Rennes en la Ligue 1, posant fi a una reeixida temporada en la qual havia marcat nou gols en 12 partits de lliga amb el Lió. Va tornar de la seva lesió per ser titular amb el Lió en la final de la Copa de la Lliga francesa contra el París Saint-Germain el 31 de juliol de 2020. El 7 d'agost de 2020, Depay va marcar en el seu sisè partit consecutiu de la Lliga de Campions, en transformar un penal en una derrota per 2-1 davant la Juventus de Torí en el partit de tornada dels vuitens de final; és el segon jugador neerlandès que marca en sis partits seguits de la Lliga de Campions, després del seu company, l'ex davanter del Manchester United Ruud van Nistelrooy. L'eliminatòria va posar fi a un 2-2 en el global, però el Lió va avançar per la regla dels gols fora de casa. El Lió va arribar a les semifinals per segona vegada en la seva història després de 2010.
El 28 d'agost de 2020 va marcar un triplet en una victòria per 4-1 contra el Dijon FCO, en el primer partit de la temporada 2020-21. Va deixar el Lió al final de la temporada 2020-21, ja que el seu contracte expirava al final de la mateixa.

### FC Barcelona
El 19 de juny de 2021 el FC Barcelona va anunciar la seva arribada a cost zero i signant un contracte de dos anys. Segons la seva àvia, ja des dels quatre anys aspirava a jugar amb els blaugrana. El 24 de juliol va debutar amb el Barça en un amistós contra el Girona FC que l'equip va guanyar 3-1, amb el tercer gol de penal del propi Depay.
Va debutar amb el primer equip del FC Barcelona en lliga el 15 d'agost de 2021, com a titular, en el primer partit de la lliga 2021-22 al Camp Nou contra la Reial Societat, en un partit en què va donar la primera assistència de gol a Gerard Piqué. Depay va fer un partit molt complet. Sis dies més tard va marcar el seu primer go l en lliga, en la segona jornada, el de l'empat en un partit que va acabar 1–1 contra l'Athletic Club.

## Internacional

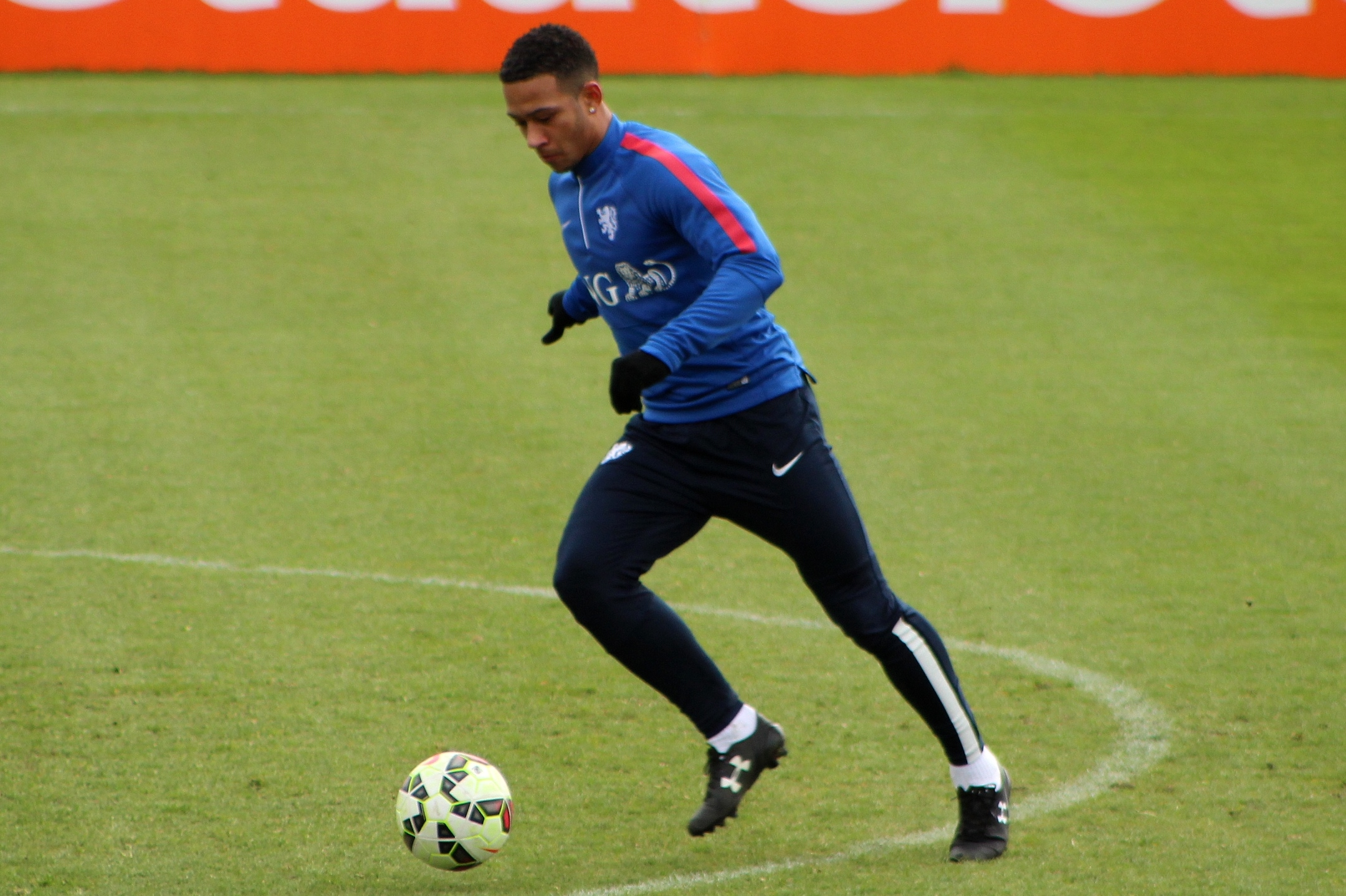
Entrenant amb la.

Memphis ha representat els Països Baixos en diversos nivells des de 2010. Amb la selecció sub-17 va guanyar el Campionat Europeu sub-17 de la UEFA 2011, marcant un gol en la final. També va jugar per a la selecció sub-19, marcant vuit gols en set partits. Amb l'equip sub-21 va arribar a les semifinals del Campionat Europeu de 2013.
Va marcar el segon gol davant la selecció de Xile al Mundial 2014. Memphis va debutar amb la selecció absoluta el 15 d'octubre de 2013 en un partit classificatori per a Copa Mundial de Futbol de 2014 davant Turquia, ingressant des de la banqueta en el minut 89.
El 13 de maig de 2014 va ser inclòs per l'entrenador de la selecció dels Països Baixos, Louis Van Gaal, a la llista preliminar de 30 jugadors per representar aquest país a la Copa del Món de Futbol de 2014 al Brasil. Finalment va ser confirmat en la nòmina definitiva de 23 jugadors el 31 de maig.
Memphis va marcar el seu primer gol amb la selecció neerlandesa en la fase de grups de la Copa Mundial de Futbol 2014, aconseguint l'anotació decisiva en la victòria 3-2 sobre Austràlia.

### Club Atlético de Madrd
El 20 de gener de 2023 el Club Atlético de Madrid va anunciar la seva arribada per un valor entre 3-5 milions d'euros i signant un contracte fins a final de temporada i dues més. Va debutar el 21 de gener de 2023 amb l'Atlético de Madrid en un partit de lliga contra el Real Valladolid CF que l'equip va guanyar 3-0 i va entrar substituint el seu company d'equip Álvaro Morata.

## Palmarès
PSV Eindhoven
- 1 Lliga neerlandesa: 2014-15
- 1 Copa neerlandesa: 2011-12
- 1 Supercopa neerlandesa: 2012

Manchester United FC
- 1 Copa anglesa: 2015-16
- 1 Community Shield: 2016

FC Barcelona
- 1 Supercopa d'Espanya: 2023[50]

Selecció neerlandesa
- 1 Campionat d'Europa sub-17: 2011

## Vida personal
Va néixer en la petita vila neerlandesa de Moordrecht. És fill d'un ghanès i d'una neerlandesa. El seu pare els va abandonar quan tenia 4 anys, per la qual cosa prefereix que li diguin Memphis i no Depay. El seu pare, Dennis Depay, va dir al diari The Sun que va intentar reconciliar-se amb ell diverses vegades, però Memphis no volia.
Té molts tatuatges. Entre ells, un en tribut al seu avi, que va morir quan ell tenia 15 anys, al seu avantbraç esquerre. També té un impressionant tatuatge de la cara d'un Lleó que cobreix tota la seva esquena.

## Patrocinis esportius
És la imatge estrella de la marca estatunidenca Under Armour al costat de Dwayne Johnson i Stephen Curry.